# План «Восток»
План «Восток» (пол. plan operacyjny «Wschód», «Всход») — польский военный план обороны, создан в 1920-х и 1930-х годах на случай войны с Советским Союзом. В отличие от плана «Запад» (Заход), «Всход» разрабатывался в то время, когда во время межвоенного периода правительство II Речи Посполитой относилось к Советскому Союзу как к самому вероятному противнику, способному начать полномасштабную войну. Несмотря на это, всё что напоминает о плане «Всход» в наше время, это лишь несколько сохранившихся документов.

## Вступление
После создания Второй Речи Посполитой по окончании Первой мировой войны, Польша была замешана в войнах и конфликтах почти с каждым из её соседей (см: советско-польская война (1919—1921), польско-украинская война, польско-литовская война, польское восстание 1918-1919 годов, силезские восстания, Польско-чехословацкие пограничные конфликты). Из этих стран, только лишь две воспринимались как серьёзные противники — Германия и Советский Союз.
В |1920-х и 1930-х годах, правительство республики обратило своё внимание на потенциальную угрозу с востока. Были ещё свежи воспоминания о Советско-польской войне и «Битве за Варшаву», которая остановила распространение большевизма в Польшу и в остальную Европу.
Польская армия разделяла мнение варшавского правительства в том, что война с Советским Союзом неизбежна, из-за чего подготовка к обороне проходило намного интенсивней, чем подготовка к вооружённому конфликту с Германией. Лишь после 1935 года, когда антипольская пропаганда Третьего рейха значительно усилилась, угроза с запада стала выглядеть достаточно серьёзной для армейского руководства, чтобы начать разработку плана «Запад». И все же, к 1939 году, количество достроенных укреплений на восточной границе намного превышало количество укреплений на западе Польши.

## Советско-польская граница между войнами
Общая граница с Советским Союзом составляла 1412 километров (для сравнения, граница с Германией и её провинцией Восточной Пруссией была более чем на 20 % длиннее, и составляла 1912 км). Обе границы не имели никаких серьёзных природных препятствий, что делало очень непростой задачу их обороны.
На севере находилась плоская равнина с огромными лесами (Налибокская пуща) и проходила железнодорожная магистраль, соединяющая Москву с Западной Европой. Важным опорным пунктом этого района был город Вильна, который находился в северо-восточном углу Польши.
Центральный регион страны, Полесье, состоял в основном из болотистой, мало населённой местности. Эта местность практически не имела никаких дорог и лишь малое количество железнодорожных линий. Однако, этот район имел большое стратегическое значение, так как весьма подходил для затяжных оборонительных действий. Ни Полесье, ни соседняя Волынь, не имели крупных населённых пунктов.
Юг был бывшей частью австрийской провинции Галиция, этот регион был хорошо развит, имел высокую плотность железнодорожных линий, растущую промышленность, нефтедобывающий Борислав, и сельскохозяйственное Подолье. Львов, один из главных населенных пунктов Польши того периода, также находился в этом регионе. Советская граница была прочерчена природным препятствием — рекой Збруч.
Практически все крупные польские промышленные центры и населенные пункты находились на западе. Долговременная оборона была неплохим планом, так как бросок советских сил на Верхнюю Силезию, Варшаву, Краков или Познань мог занять несколько недель.
Во время разработки плана «Восход», польское командование рассчитывало на поддержку и содействие Румынии, которая была главным союзником Польши на востоке.

### Конфликты на восточной границе
Советское правительство имело претензии к польской стороне по выполнению условий Рижского мирного договора 1921 года.
Советский Союз организовал несколько вооружённых нападений на польские приграничные поселения в начале 1920-х, самое известное из них — это атака на Столбцы, которая произошла ночью с 3 на 4 августа 1924 года. Этот случай послужил причиной для создания «Корпуса Пограничной Охраны» (пол. Korpus Ochrony Pogranicza). Подобные столкновения происходили на протяжении всех 1920-х годов, но в 1930-х годах заметно уменьшились, особенно после подписания пакта о ненападении между СССР и Польшей 1932 года.

## Создание плана Восток
До нашего времени ни одной копии плана не сохранилось. Известны отдельные детали, которые не представляют возможности реконструировать весь план. Документ был закончен 4 февраля 1939 года. План был основан на идеологии Юзефа Пилсудского, который до своей смерти в 1935 году, был уверен, что нужно ожидать нападения с востока. Большинство военных учений и возведение полевых укреплений польской армии проводились на востоке страны, в то самое время западная граница Польши была почти забыта в военном отношении. Даже в наше время, польские доты до сих пор стоят около города Сарны. Бункеры, построенные польскими инженерами в 1930-х годах, использовались в конце 1940-х годов Украинской повстанческой армией в партизанской борьбе с Советской армией.
Польское командование прекрасно представляло, что Красная армия превосходит польские вооружённые силы практически во всех отношениях. Поэтому главная ставка была поставлена на организацию так называемой «подвижной обороны», и попытку разделить советские войска к югу и северу от болот Полесья. Армии, расположенные на фронтах вблизи границы, должны были задержать и вымотать наступающие силы, пока не подтянутся резервы находящиеся в районе Бреста,  для участия в поздних стадиях конфликта.

## Структура польской армии на востоке
По утверждению польского историка Раймонда Чубански, в случае войны на востоке, большинство польской армии должно было сконцентрировано на севере и юге границы, а центральная часть оставалась практически без обороны. Некоторые военные историки в наше время обращают внимание на факт, что польское командование расположило слишком много военных подразделений очень близко к границе, что могло привести к их полному разгрому в начале конфликта. Такое расположение также привело бы к недостаточно защищённым тылам. Согласно оценкам, запасов боеприпасов и топлива Польше хватило бы на два месяца борьбы.

### Передовые подразделения
- На северо-востоке, вокруг железнодорожного узла Молодечно, располагалась «армия Вильно», возможный состав который был бы из трех пехотных дивизий (1-я п.д. «Легионеры» из Вильно, 19-я пд из Вильно, 29-я пд из Гродно), двух кавалерийских бригад (3-я кбр из Вильно, 4-я кбр из Сувалок), и 5-го авиакорпуса из Лиды.
- К югу от «армии Вильно» находилась «армия Барановичи», с возможным составом из четырёх пехотных дивизий (9-я пд из Седльце, 20-я пд из Барановичей, 18-я пд из Ломжи, 28-я пд из Варшавы), двух кавалерийских бригад (9-я кбр из Барановичей, 11-я кбр из Белостока) и 4-го авиакорпуса из Торуна.
- В центре находилась «армия Полесье» (также известная как «Независимая Операционная Группа Полесье»). Возможный состав мог быть из трех пехотных дивизий (8-я пд из Модлина, 27-я пд из Ковеля, 30-я пд из Кобрина), одной кавалерийской бригады (1-я кбр из Варшавы), речной флотилии Польских ВМС, и 3-го авиакорпуса из Познани.
- Южнее находилась «армия Волынь» — три пехотных дивизии (2-я пд «Легионеры» из Кельце, 3-я пд «Легионеры» из Замосца, 13-я пд из Ровно), одной кавалерийской бригады (10-я кбр из Ровно) и 2-го авиакорпуса из Кракова.
- На дальнем юге находилась «армия Подолье» — пять пехотных дивизий (5-я пд из Львова, 11-я пд из Станиславова, 12-я пд из Тернополя, 22-я пд из Перемышля, 24-я пд из Ярослава), двух кавалерийских бригад (6-я кбр из Станиславова, 2-я кбр из Бродов) и 6-го авиакорпуса из Львова.

Кроме перечисленных подразделений, в состав всех армий входили отряды пограничников и гарнизоны крупных населенных пунктов.

### Резервные силы
- За «армией Вильно» и «армией Барановичи» находилась «армия Лида» в составе трех пехотных дивизий.
- За «армией Подолье» и «армией Волынь» находилась «армия Львов» в составе двух пехотных дивизий и кавалерийской бригады (5-я Краковская кбр).
- В глубоком тылу, около города Брест, находились главные резервы, которые состояли из шести пехотных дивизий, двух кавалерийских бригад (7-я кбр из Познани, 8-я кбр из Быдгощ), бронетанковая бригада, и 1-й Варшавский авиакорпус.

## Красная армия и её подразделения на польской границе
В середине 1930-х годов советское правительство начало титаническую программу вооружения, результатом которой был быстрый прирост боевых подразделений. Сильно выросло количество танков и самолётов на польской границе, советское превосходство было очевидно во всех военных элементах. Советское превосходство в танках и авиации не подсчитывалось[кем?], огромная разница была очевидна и без этого. Предполагается, что в августе 1939 года, Советский Союз имел до 173 пехотных дивизий на польской границе (см: Польский поход РККА (1939)).

## Сентябрь 1939 года
1 сентября 1939 года войска нацистской Германии вторглись в Польшу. В результате этого, план «Восток» был забыт. 17 сентября Красная армия вторглась в пределы страны. Однако большинство польской армии пыталось отразить наступление немецких войск на западе, и потому РККА практически не встретила никакого сопротивления. В результате, в очень короткий срок, восточная часть Польши была занята Красной армией.